# 今天的她們
《今天的她們》，是一部中国大陆當代都市剧。由宋軼、佘詩曼及李純主演，講述三位性格不同的女性在工作與生活中相遇、共同成長的故事。剧集於2024年3月29日在浙江卫视首播。香港地區由2025年1月6日起在TVB翡翠台播出，並易名為《麻辣商驕》。劇集主要在成都市拍攝。

## 演員
- 宋軼飾路真真
- 佘詩曼飾梁清然
- 李純飾顧漫婷
- 張國立飾顧大鵬，顧漫婷的父親。
- 李俊賢飾徐皓，顧漫婷的丈夫。
- 劉潔飾顧琼枝，顧漫婷的母親。
- 張超飾陳東
- 黃昊月飾郝美麗
- 郭丞飾王帥帥
- 王仁君飾劉思源，路真真的前男友。
- 宣言飾秦心
- 馮國強飾周凱杰
- 陳衛飾王春夏
- 路真真的姨媽。

## 上映時間
| 中国大陆 浙江卫视 中国蓝剧场 19:30（UTC+8） | 中国大陆 浙江卫视 中国蓝剧场 19:30（UTC+8） | 中国大陆 浙江卫视 中国蓝剧场 19:30（UTC+8） |
| ------------------------------------------- | ------------------------------------------- | ------------------------------------------- |
|                                             | 今天的她们 （2024年3月29日—2024年4月11日）  |                                             |
| 小日子 （2024年3月14日—2024年3月28日）      | 追风者 （2024年4月12日—2024年5月6日）       |                                             |

## 外部連結
- TVB官網 - 麻辣商驕（原名：今天的她們）16集劇情簡介及演員名單 （页面存档备份，存于）
- 《麻辣商驕》(又名:《今天的她們》)myTV SUPER線上看 （页面存档备份，存于）
- 今天的她們的新浪微博
- 豆瓣电影上《今天的她們》的資料 （简体中文）